# Lubomierz (powiat bocheński)
Lubomierz – wieś w Polsce położona w województwie małopolskim, w powiecie bocheńskim, w gminie Łapanów.
W latach 1975–1998 miejscowość należała administracyjnie do województwa tarnowskiego. Integralne części miejscowości: Folwark, Lorysówka, Łąki, Mogilany, Podlesie, Wydarte, Za Debrzą.